# Теоретична химия
Теоретичната химия е дял на химията, в който основно място заемат теоретични обобщения, включени в теоретичен арсенал на съвременната химия.

## Клонове на теоретичната химия
Квантова химия
Прилагането на квантовата механика към химията.
Математическа химия
Описание и предсказване на молекулярната структура и нейната динамика, както и изграждане на нова химическа теория с помощта на математически методи, без да е задължително използването на квантовата механика.
Теоретична физическа химия
Прилагане на методи на теоретичната физика за изследванията закони, определящи структура и химически превръщането на химикали при различни външни условия.
Теоретична химична кинетика
Теоретично изследване на динамични системи, свързани с химични реакции и съответните им диференциални уравнения.
Изчислителна химия
Прилагане на компютри за решаване на химични задачи и проблеми.
Хемоинформатика
Използването на информационните техники за решаване на проблеми в областта на химията.
Молекулно моделиране
Методи за моделиране на молекулни структури, задължително да не се обърна към квантовата механика.
Молекулна динамика
* Прилагането на класическата механика за моделиране на движението на ядрата ансамбъл от атоми и молекули.
* Моделиране на вътре – и межмолекулярни взаимодействия и техните повърхности потенциални енергии чрез сума на силите на взаимодействие.
|  | Тази страница частично или изцяло представлява превод на страницата „Теоретическая химия“ в Уикипедия на руски. Оригиналният текст, както и този превод, са защитени от Лиценза „Криейтив Комънс – Признание – Споделяне на споделеното“, а за съдържание, създадено преди юни 2009 година – от Лиценза за свободна документация на ГНУ. Прегледайте историята на редакциите на оригиналната страница, както и на преводната страница, за да видите списъка на съавторите. ВАЖНО: Този шаблон се отнася единствено до авторските права върху съдържанието на статията. Добавянето му не отменя изискването да се посочват конкретни източници на твърденията, които да бъдат благонадеждни. |